# Mvp (киберспортсмен)
Чон Джон Хён (кор. 정종현, род. 12 февраля 1991 года, Канбук, Сеул, Республика Корея), более известный под своим никнеймом Mvp, — бывший корейский профессиональный игрок в StarCraft II, игравший за расу терранов. Четырёхкратный чемпион Global StarCraft II League, а также чемпион мира по версии World Cyber Games 2011. За свою карьеру Mvp заработал более 400 000 долларов призовых.

## Биография
По словам Mvp, о карьере профессионального игрока он задумался в 17 лет, когда ему удалось одержать победу на нескольких любительских турнирах, после чего его отец начал убеждать его попробовать сделать это своей работой. В 2011 году, после реорганизации системы турниров Global StarCraft II League, Mvp выиграл первый турнир года, а затем — турнир GSL World Championship, став вторым двухкратным (после Чан «MC» Мин Чхоля) чемпионом GSL. Следующий турнир GSL он выиграл в августе, став вторым трёхкратным (после Лим «NesTea» Джэ Дока) чемпионом.
В конце 2011 года Mvp получил травму позвоночника, причинявшую ему большую боль во время игр, из-за которой он не всегда мог даже держать мышку. Из-за ограниченной возможности тренироваться Чон стал отставать от своих соперников и «молодого поколения» как в механике, так и в понимании игры. Несмотря на это, в 2012 году ему удалось одержать победу в GSL, обыграв таких соперников, как Йохан «NaNiwa» Луккези, Вон «PartinG» Ли Сак и Пак «Squirtle» Хён У, благодаря серьёзной тактической подготовке под его соперников. В результате выступления Mvp стал первым четырёхкратным чемпионом GSL.

## Стиль игры
В начале своей карьеры Mvp придерживался агрессивного стиля игры, отдавая предпочтение двухбазовым тайминговым атакам. После 2012 года он позаимствовал находки других терранов — трёхбазовые макро-оринтированные опенинги Джонатана «JinrO» Уолша и сплит пехоты Ли «MarineKing» Чан Хуна, — соединил их и довёл до совершенства, сформировав собственный игровой стиль. Помимо этого Mvp был знаменит сильной механикой игры и хорошим принятием решений, а также глубоким пониманием игры.

## Достижения
- 2011 Sony Ericsson Global StarCraft II League January: Code S (1 место)
- 2011 LG Cinema 3D World Championship Seoul (1 место)
- 2011 LG Cinema 3D Global StarCraft II League May: Code A (2 место)
- 2011 MLG Pro Circuit Anaheim (1 место)
- 2011 Global StarCraft II League August: Code S (1 место)
- 2011 Global StarCraft II League October: Code S (2 место)
- BlizzCon 2011 StarCraft II Invitational (1 место)
- 2011 MLG Pro Circuit Championship Providence (4 место)
- 2011 Global StarCraft II League November: Code S (3—4 место)
- World Cyber Games 2011 (1 место)
- 2011 GSL Blizzard Cup (3—4 место)
- 2012 Global StarCraft II League Season 2: Code S (1 место)
- IEM Season VII — Cologne (1 место)
- 2012 Global StarCraft II League Season 4: Code S (2 место)
- IEM Season VII — World Championship (3—4 место)
- 2013 WCS Season 1 Europe: Premier League (1 место)
- 2013 WCS Season 1 (3—4 место)